# Bukowski (groupe)
Pour les articles homonymes, voir Bukowski (homonymie).
Bukowski est un groupe de rock français, originaire de Paris. Il est composé de Mathieu Dottel, Clément Rateau, Romain Sauvageon et Max Müller.
Le groupe a sorti six albums : Amazing Grace en 2009, The Midnight Sons en 2011, Hazardous Creatures en 2013, On the Rocks en 2015, Strangers en 2018 et Bukowski en 2022.

## Biographie
Bukowski est formé en 2007, à la suite de la dissolution des groupes Wünjo et Kwamis. Mathieu Dottel et Niko Nottey forment ce groupe avec le frère de Mathieu, Julien. Le nom du groupe rend hommage à l'écrivain américain Charles Bukowski. Leur premier album, Amazing Grace, est publié en 2009 au label Booster Productions. Rock Hard classe l'album dans son top 2009 entre Megadeth et Kiss.
Ils enregistrent en septembre 2011 leur deuxième album, The Midnight Sons. Publié la même année, l'album est acclamé par la presse spécialisée, et élu « meilleur album rock 2011 » par les auditeurs de Oui FM. Le groupe participe également au Sonisphere Festival 2011 à Amnéville et au Hellfest sur l'édition 2012. Le 5 mars 2013, Bukowski annonce le nom de leur nouveau batteur : Thibault Morin, qui est également leur technicien lumière. Il remplace Niko Nottey derrière les fûts, qui a quitté le groupe pour des raisons personnelles. Peu de temps après, Fred Duquesne (Empyr, Watcha) rejoint le groupe en tant que second guitariste. Il donne son premier concert avec Bukowski le 9 mars 2013 à Compiègne.
Fin 2014, Timon Stobart (Full Throttle Baby) intègre le groupe en tant que nouveau batteur. L'annonce officielle est faite le 18 décembre 2014 lors de la tournée japonaise du groupe. En mars 2015 sort l'album On the Rocks,. En 2016, Fred Duquesne quitte Bukowski pour intégrer Mass Hysteria, il est dès lors remplacé par Clément Rateau (dit Knäky). En 2019, Timon Stobart quitte le groupe et est remplacé par Romain Sauvageon, qui jouait déjà avec Mathieu Dottel dans le groupe Perfecto.
Le bassiste du groupe, Julien Dottel, frère de Mathieu, est décédé le 16 octobre 2021. En 2022, Max Müller, ancien membre de Full Throttle Baby, est annoncé sur les réseaux sociaux en remplacement de Julien Dottel.

## Membres

### Membres actuels
- Mathieu Dottel — chant, guitare
- Romain Sauvageon — batterie (depuis 2019)
- Clément « Knäky » Rateau — guitare (depuis 2016)
- Max Müller — basse (depuis 2022)

### Anciens membres
- Niko « Thunder » Nottey — batterie
- Thibault Morin — batterie
- Fred Duquesne — guitare (2013—2016)
- Timon Stobart — batterie (2014—2019)
- Julien Dottel — basse, chœurs (décédé en 2021)